# Kalasaari (ö i Jämsä, Sovijärvi)
Kalasaari är en liten ö i Finland. Den ligger i sjön Sovijärvi och i kommunen Jämsä i den ekonomiska regionen  Jämsä  och landskapet Mellersta Finland, i den södra delen av landet, 200 km norr om huvudstaden Helsingfors. Öns area är 1,3 hektar och dess största längd är 200 meter i nord-sydlig riktning.